# Xã Muncy, Quận Lycoming, Pennsylvania
Xã Muncy (tiếng Anh: Muncy Township) là một xã thuộc quận Lycoming, tiểu bang Pennsylvania, Hoa Kỳ. Năm 2010, dân số của xã này là 1.089 người.